# Веронік Гаммерер
Веронік Гаммерер (4 листопада 1968 або 6 листопада 1968 , Дакс ) — французька політикеса з партії La République En Marche! (LREM), член Національних зборів, обрана на виборах 2017 року в 11-му виборчому окрузі Жиронди.

## Рання життя і кар'єра
Веронік Гаммерер народилася 4 листопада 1968 року в Даксі департаменту Ландес у Франції.
До того, як Гаммерер зайнялася політикою в 1990-х роках, вона працювала соціальним працівником. Все змінилося після поїздки до свого чоловіка в Африку. Мати двох дітей, вона зголосилася працювати в дитячому будинку в Сомалі під час поїздки. Повернувшись до Франції, вона відновила навчання, отримавши професійну ліцензію в галузі соціального та соціально-культурного розвитку, а згодом і здобула освітній ступінь магістра з проєктної інженерії та територіального розвитку. Веронік працювала в Асоціації сільськогосподарської взаємодопомоги (MSA) Жиронди, у Фонді допомоги сім'ям (CAF) Нижнього Рейну, а також як територіальний службовець генеральної ради Мерт і Мозель. У 2012 році вона була призначена директором Міжкомунального центру соціальних дій (CIAS) громади комун Latitude Nord Gironde в Сен-Ізан-де-Судьяці.

## Політична кар'єра
На муніципальних виборах 2014 року Веронік Гаммерер було обрано до муніципальної ради Ком у департаменті Жиронда.
Гаммерер була кандидатом від La République En Marche! в 11-му виборчому окрузі Жиронди на парламентських виборах 2017 року. У травні 2017 року вона вирішила підтримати Емманюеля Макрона після прочитання його книги «Революція». У першому турі парламентських виборів 11 червня вона посіла перше місце, набравши 27,79 % голосів. Це дало можливість пройти до другого туру, разом з Едвігою Діазу, кандидатки від Національного об'єднання (FN), яка отримала 23,65 % поданих голосів. Веронік Гаммерер була обрана у другому турі 18 червня за підтримки 57,02 % виборців, що взяли участь у голосуванні. Вона змінила депутата від Соціалістичної партії (ПС) Філіпа Пліссона, який був депутатом від округу з 2007 року.
Гаммерер офіційно зайняла своє місце 21 червня після інавгурації депутатів 15-го законодавчого органу, приєднавшись до групи La République En Marche. Вона працювала в Комітеті з економічних питань.

## Полеміка
В інтерв'ю, опублікованому в Sud Ouest 22 грудня 2017 року, Гаммерер допитали про упущення в її декларації про інтереси, існування яких вона не заперечувала. Без підказки вона додала, що «жахливо», що її чоловік не зміг купити Porsche Cayenne, попри любов пари до «красивих машин», побоюючись «роздумів» і публічної критики з боку «злісних людей». Відповідаючи на коментарі Веронік Гаммерер та інших депутатів La République En Marche, які скаржаться на витрати, лідер партії Крістоф Кастанер різко дорікнув, заявивши, що «неприйнятно» для обраних депутатів скаржитися на рівень свого життя.